# Оницкань
Оницка́нь (рум. Onițcani) — село в Криулянском районе Молдавии. Относится к сёлам, не образующим коммуну.

## География
Село находится в живописном месте на берегу реки Днестр, в 30 км от столицы Молдовы г. Кишинёва и в 10 км от районного центра г. Криуляны.

## История
Первое упоминание в летописях встречается в 1604 году. Село славится большим количеством природных родников. Некоторые из них очень специфичны по своему химическому составу. Они также являются национальным историческим наследием, так как их возраст составляет несколько веков, поэтому они находятся под государственной защитой.
В селе также есть церковь, уникальная по своей архитектуре, единственный похожий аналог которой, можно увидеть только в Румынии.

## Население
По данным переписи населения 2004 года, в селе Оницкань проживает 2089 человек (1011 мужчин, 1078 женщин).
Этнический состав села:
| Национальность | Число жителей | Процентный состав |
| -------------- | ------------- | ----------------- |
| молдаване      | 2004          | 95,93             |
| русские        | 26            | 1,24              |
| украинцы       | 19            | 0,91              |
| цыгане         | 14            | 0,67              |
| румыны         | 10            | 0,48              |
| болгары        | 3             | 0,14              |
| гагаузы        | 1             | 0,05              |
| прочие         | 12            | 0,57              |
| Всего          | 2089          | 100 %             |

## Фотогалерея

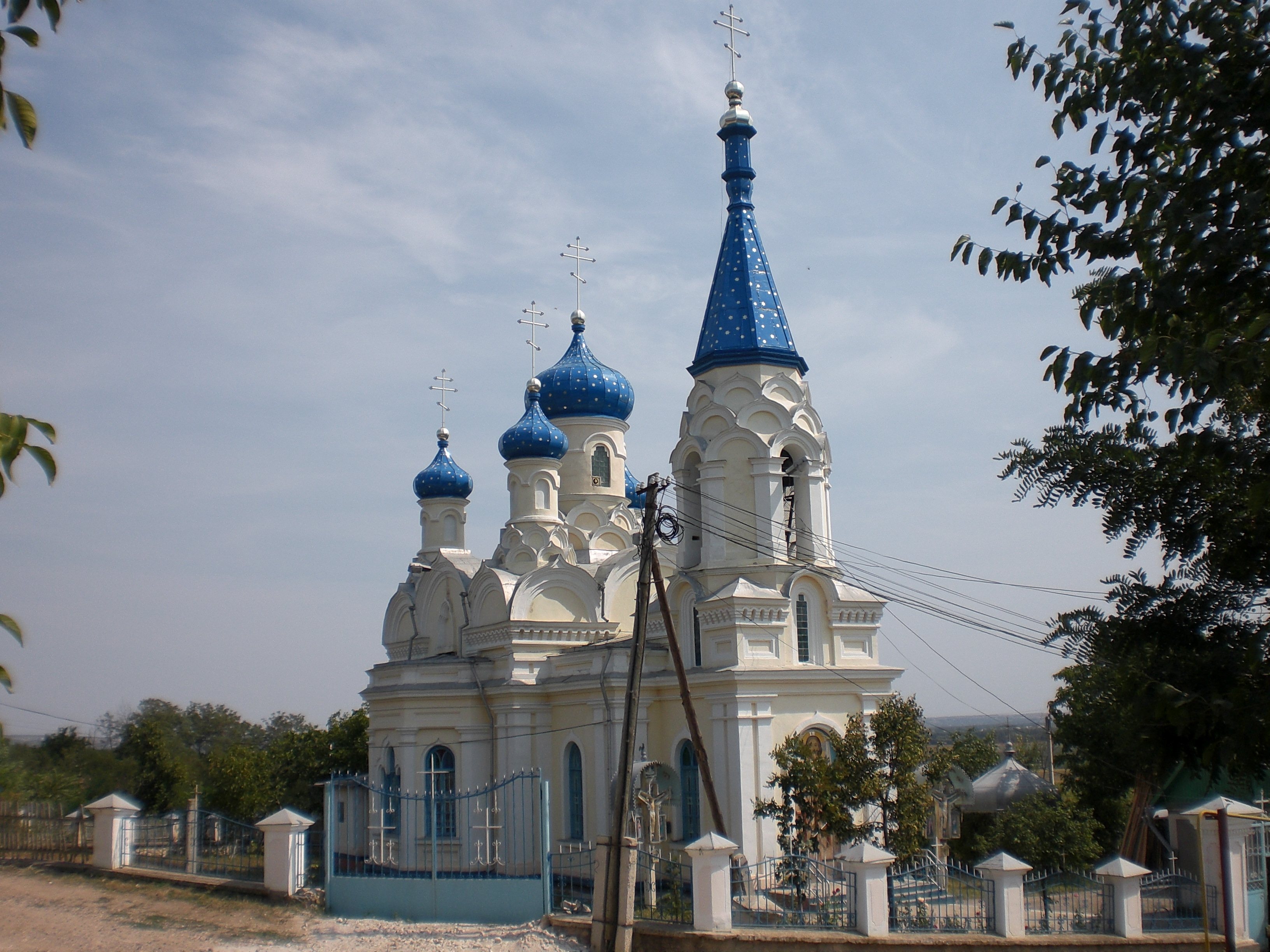
Церковь
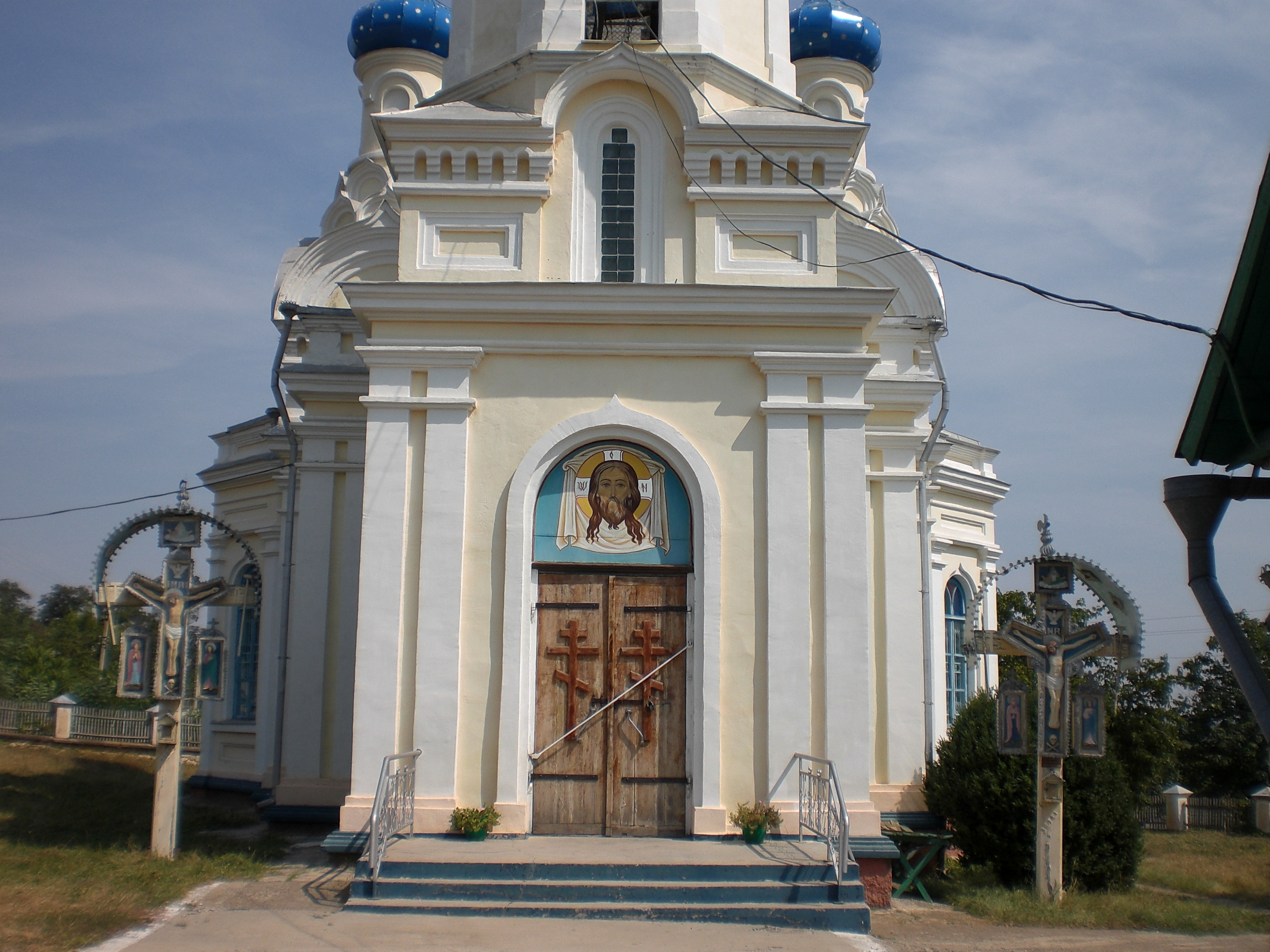
Главный вход в Церковь
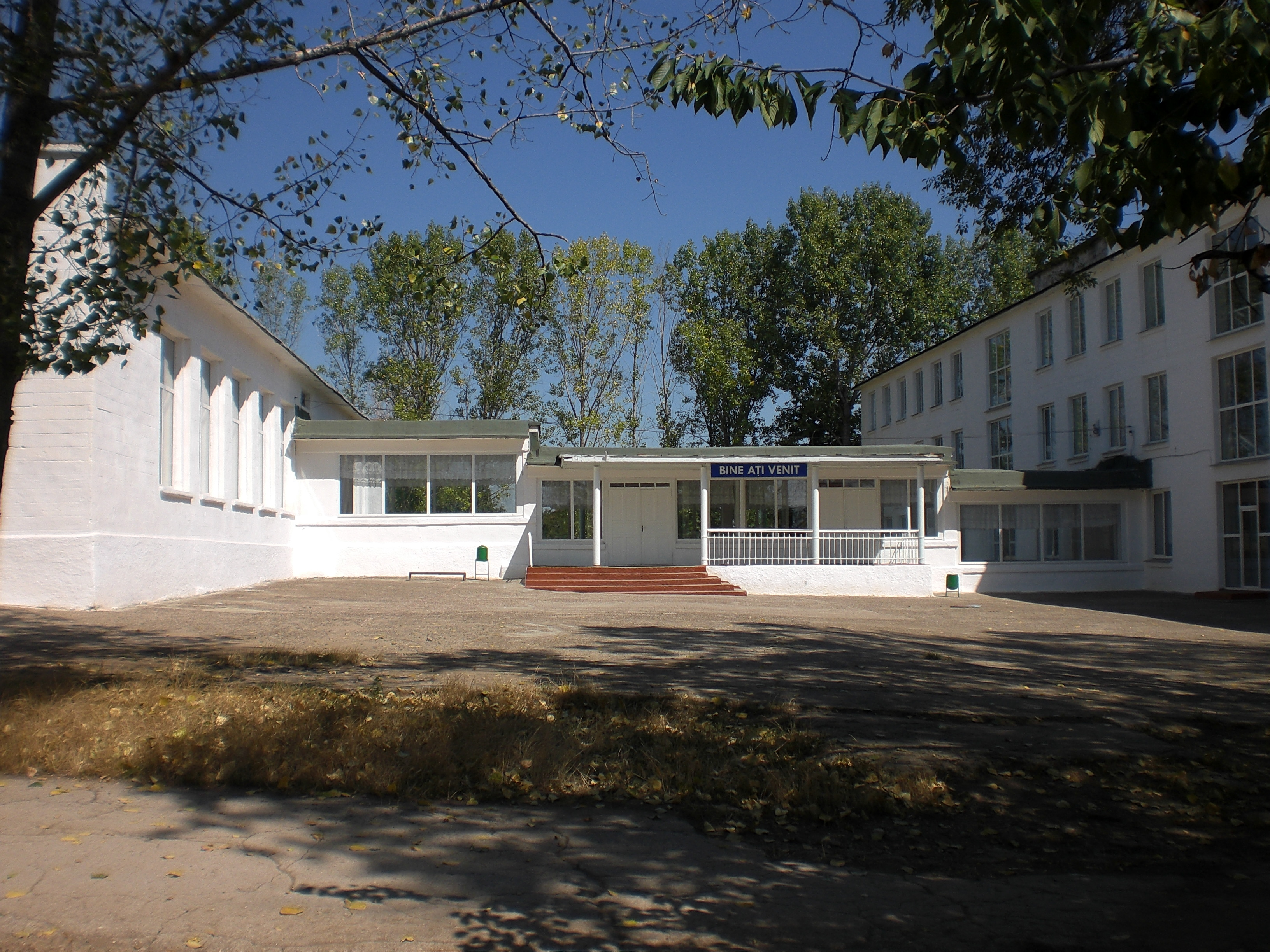
Школа
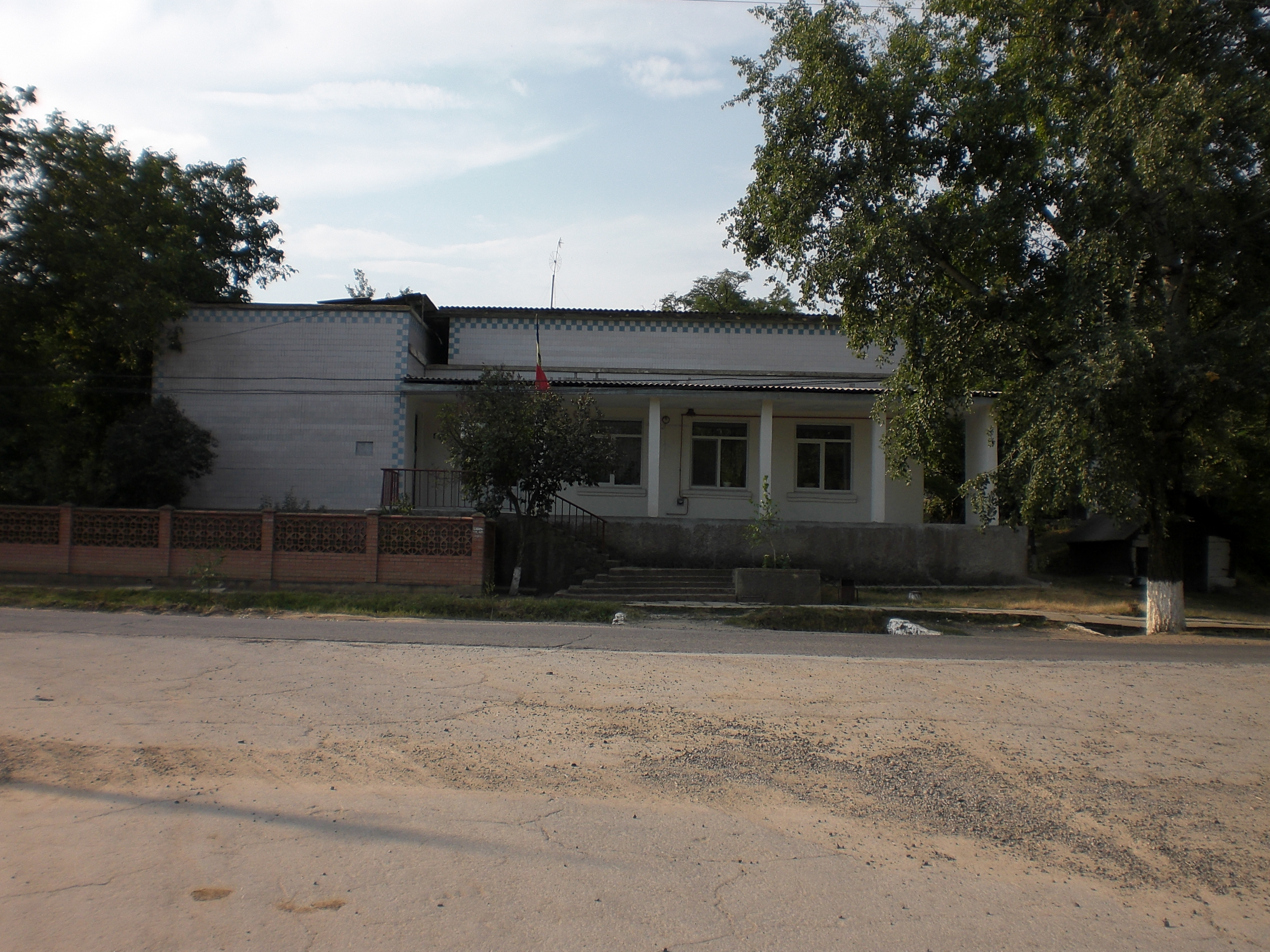
Примэрия села
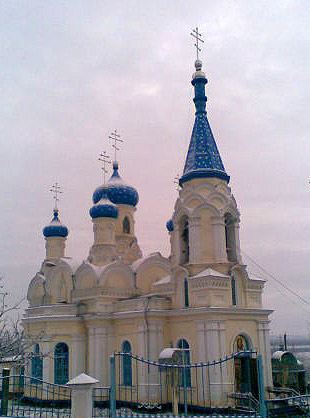
Храм